# 星のドラゴンクエスト
『星のドラゴンクエスト』（ほしのドラゴンクエスト）は、スクウェア・エニックスより2015年10月15日から配信されている基本無料・アイテム課金型のスマートフォン用ゲームソフト。iOS、Android用が配信されている。略称は『星ドラ』。日本国外では　『Dragon Quest of the Stars』（英語）、『星之勇者鬥惡龍』（中国語）というタイトルで2020年2月25日配信が開始された。
同年7月23日に発表された。スマートフォン専用に作られており、移動や戦闘はオートで行われる。
配信開始から1週間で300万ダウンロード、2015年11月4日には400万ダウンロードに達した。

## あらすじ
主人公達3人はマール島の浜辺で倒れているところをモガマルに発見される。主人公達は記憶を失っており、自分の名前以外は何も覚えてなかったが、冒険王の書があったことから、モガマルから二代目の冒険王だと言われる。冒険王とはこのブルリア星を冒険した英雄で、モガマルは冒険王と一緒に世界を冒険することに憧れていたのだという。主人公達は冒険王として、祖父であるガイアスの助言のもと、ブルリア星に迫る危機を救うため、世界中を冒険することになる。
シーズン1
ブルリア星を舞台に主人公達は各地で様々な冒険をしていく。冒険を進めるうち、やがて魔星王ドスラーデスという邪悪なモンスターが眠っている事が判明する。
その背後に全宇宙を支配する邪悪な組織『宇宙政府』が存在する事も明らかになっていく。
マール島（1話）
開かない冒険王の書の手掛かりを求め、星見る神殿へ向かった主人公たち。紋章に魂を飛ばしていた冒険王ガイアスは魂を冒険王の書に移動させる。やがて、外の世界へ出るべく、ドラゴンが潜む灯台へ向かう。
バトラシア大陸（2～8話）
航路の大王イカを退け、一行はバトラシア大陸へ向かう。依頼を受けてダーマ神殿の魔物を追い払い、転職の力を身につけた時、ロシナンテという馬がやってくる。手綱と鞍を魔物に奪われていたとの事情を察知して魔物から取り返し、ロシナンテを手に入れる（2話）。バトラシア城へと向かったが、バトラシア王はカンダタという盗賊に王冠を盗まれており、その一味と疑いをかけられてしまう。一行は無実を証明するためカンダタを追い、なんとか取り戻す（3話）。カンダタは、かつてガイアスが倒し、最近復活したキングレオに盗んだ王冠で取り入ろうとしていたのだった。その話を聞いたバトラシア王は一行にエルフの里へ行くよう命じる。命を受けてやってきたエルフの里で、森が弱ってエルフが出てこなくなったことを聞かされ、精霊のしずくを使って3つの大樹と千年樹を元に戻す（4話）。復活したエルフの女王はキングレオの居城を伝え、それを受けて一行は荒野地帯へ向かう。シールドタウンでキングレオ戦に備えるべく盾を作ってもらうことにし、周辺の鉱山で3つの鉱石と魔力のハンマーを集め、盾を手に入れる（5話）。一方、ガイアスの調査で何者かが魔星王の書を使ったことでキングレオが復活したことが判明する。キングレオを倒すべく進む中で立ち寄った村でモモンガ族が悪さをしているとの情報を得て岬へ向かい、キラーパンサーの子供が黒いモモンガ族にさらわれたことを知る。そして岬の灯台でワルモンガと対峙し、捕まっていたベビーパンサーを救いだす。キラーパンサーの子供は3匹いて、湖近辺から他の2匹も救いだした一行は、機嫌を取り戻したキラーパンサーにまたがり山頂へ向かい、立てこもるワルモンガを追い払う（6話）。キングレオの城へ乗り込む手掛かりを探すため、引き続きキラーパンサーで毒沼を超え東へ向かう。キングレオ配下のバトラシア3魔獣を倒して湖の城に乗り込み、ついにキングレオを倒す。ガイアスは宇宙からやってきた魔星王ドスラーデスとの戦いで主人公たちが記憶を失ったことを明かす。ツンデラ大陸での異変を聞かされ、北西部の港へ向かう。
ツンデラ大陸（9～11話）

マホラッド大陸（12～18話）

ジャンガル大陸（19～22話）

ザバルア大陸（23～32話）

ガンドグビア大陸（33～35話）

シーズン2
惑星クラウドを舞台に宇宙政府と、これに対抗するレジスタンス軍「義勇軍」との戦いに参加する。
主人公らは義勇軍の総司令官で宇宙王の末裔であるオリオリから直々にスカウトを受け義勇軍に参加する事になり邪悪な宇宙政府に立ち向かっていく。
バァジ島（1話）
義勇軍の基地が存在する島。軍のメンバーが一般人として居住する表の基地レジィトの町と作戦などを立てる本来の基地ミィツのほこらがある。
多数の星の出身者を有する義勇軍のメンバーの言語を理解できるようになるというトラスレの聖水を飲むため、トラスレ神殿に向かうところからシーズン2の冒険は始まる。
義勇軍はいくつかの隊が存在し、その隊長達に主人公らを紹介するためバァジ島を冒険する。冒険の道中でオリオリの幼馴染である親衛隊隊長ボロン、1番隊隊長ドゥエイン、2番隊隊長クサロらと次々に合流していく。
そのさなか、宇宙政府の上級執行官マレドーが政府を裏切り義勇軍に寝返るという情報を得る。当然、裏切り者を捕らえようと追っ手を放つ宇宙政府。追っ手の魔物達を蹴散らし無事マレドー保護に貢献した主人公らは義勇軍の面々から活躍を賞賛され仲間として認められた。
保護されたマレドーが語った宇宙政府の重要内部機密は「政府は新たな魔星王を誕生させる」という衝撃的なものだった。しかし魔星王を誕生させるには星屑魔法団という集団の“秘術”を必要とする、とオリオリは語る。
星屑魔法団は義勇軍と同盟関係にあり、魔法団が宇宙政府の計画に力を貸すなど考えられない、とも語った。星屑魔法団は義勇軍3番隊と共に行動し「星屑サーカス団」と名乗って身を隠しているという。オリオリと主人公らは魔法団の真意を知るべくサーカス団が身を隠しているヨンツゥオ大陸へと向かう。

ヨンツゥオ大陸北部（2〜3話）
オリオリとボロンと共にサーカス団の行方を追う主人公達。
周辺で聞き込みをし、サーカス団の足取りを探るうち青雲の巨塔の頂上で青雲のオーブを発見する。オーブは魔法団が扱う、術者のメッセージを記録するアイテムであり、それを聞くことができるのは宇宙王の血を引く者だけだという。
メッセージの主は魔法団団長でオリオリの夫であるセアドだった。オーブはセアドからオリオリに宛てたものだった。
メッセージは「魔法団は魔星王誕生に手を貸す、夫のわがままを許してくれ」という内容だったが、その真意は語られなかった。
真意を知るにはやはり直接問いただすしかない、という事で引き続き魔法団の行方を追う義勇軍と主人公達。
やがてジニョリスタ塔という場所で宇宙政府の上級執行官ドアヌと魔法団が面会するという情報を得て急いで向かうも既に面会は終了しておりドアヌも魔法団の姿も見当たらなかった。
しかし、そこには魔法団と共に行動していた義勇軍3番隊長のコッツという女性が大怪我をして倒れていた。コッツはドアヌと魔法団の接触を阻止しようと塔に侵入したが返り討ちに遭い自分以外の隊員は捕虜として連行されてしまったという。
いよいよ魔法団の心変わりは間違いなく、新しい魔星王誕生は現実味を帯びていく。さらにコッツは「魔法団の心変わりには、とある白いスライムナイトが大きく影響している。」とも語った。魔法団が次に向かう場所、それは“魔星王誕生に必要な秘術”を実際に行使できる施設、ヨンツゥオ大宮殿に違いないと推測した義勇軍は大宮殿へと向かう。
途中、とある村に立ち寄った主人公らは政府の強引な搾取に悩む村人らを助けようと政府の名を騙る魔物を退治するも村人からは「余計な事を、恐ろしい事をしないでくれ」と逆に非難される。宇宙政府の恐怖支配は人々の心に暗い影を落とすという事を実感させられる。
引き続き大神殿を目指す主人公らは大神殿へと続く洞窟の通行権を管轄するタァコ城を訪れる。タァコ王は義勇軍の味方だったが白いスライムナイトから「宇宙政府へ抵抗する事の無意味さ」を説かれ思い悩んでいた。どうやら白いスライムナイトは世間に宇宙政府に楯突く事をやめさせ協力するよう触れ回っているようだった。
タァコ王から洞窟の鍵を借り大神殿へと到着した主人公達。そこには上級執行官ドアヌとその軍勢が待ち構えていた。秘術は既に行使され魔星王誕生は成功したという。そして魔法団の姿も既になかった。
しかし主人公達はあっさりとドアヌ軍を全滅させた。「新しい魔星王は、この星そのもの」という謎の言葉を残しドアヌは息絶える。
その直後主人公は東の方角に邪悪な気配を感じた。祖父である初代冒険王ガイアスの能力の片鱗が主人公にも現れたのである。
邪悪な気配は誕生した魔星王のモノかもしれない、という事でその方角にあるマタセ城へ向かいマタセ王に事情を聞く事になった。
マタセ島（4話）
この島で“エルフ“と呼ばれ崇められている黄金のスライム達。彼らはこのところ元気をなくし姿を見せなくなったという。
港町の住人の依頼でエルフに元気を取り戻させるアイテム”精霊のジェル“を入手しエルフの棲家へと向かった主人公達。 ところがジェルを施すもエルフ達は全快には至らなかった。
スラッピがエルフ達の言葉を通訳すると「エルフ達の故郷、スライムだけが棲む島に戻ればエルフ達は元通り元気になる」ことがわかった。 この事態に、スライムを偏愛するボロンはエルフ達の願いを叶えたいと強く思った。しかし自身はオリオリの親衛隊長である、という責任感も強く持っており2つの思いの狭間で葛藤が沸き起こる。
ボロンのその気持ちを汲んでオリオリは”エルフ達を故郷へ連れて行く“ようボロンに命じた。ケガから回復しつつあるコッツと主人公らがいるから自分は大丈夫、とボロンを安心させて。  ボロンはエルフを故郷に連れて行く決心をし、パーティとはここで別れる事になった。
ボロンと別れたパーティーはマタセ城でマタセ王と謁見する。
王は表向き宇宙政府に恭順の意を示しているが内密に義勇軍に協力してくれている、という人物だった。王に邪悪な気配について心当たりを問うも見当がつかないと言う。
さらに星屑魔法団の行方について質問すると「城から北に向かった先の山の麓に塔がありそこへ向かった」という回答を得た。急いで塔に向かったパーティーだったが実はこれは罠だった。マタセ王は義勇軍を見限り既に宇宙政府に完全服従し自ら魔物改造の術を受けていた。
塔の頂上に現れた魔物のマタセ王。主人公らはこれを撃退するも、味方だった王が裏切って魔物になったという事実について、オリオリのショックは相当大きかった。その直後、突如現れた白いスライムに跨った騎士。彼こそが星屑魔法団に心変わりをさせた噂の白いスライムナイトだった。名をピエールと名乗った。
ピエールによるとマタセ王が政府に完全服従したのも自身の説得によるという。ピエールはさらに語る、宇宙政府に抵抗する事の無意味さを、宇宙政府の強大さを。 あまりの規模の違いに、義勇軍のような小さな軍隊では武力で政府を倒す事は不可能、宇宙に平和を取り戻すには 政府の方針を変えさせる事しかない、と。
ピエールは「義勇軍を武装解除して解散し共に宇宙政府の役人となって政府を内側から変えよう」とオリオリに持ちかける。オリオリは反論する。政府の“内政変革”は不可能、それを許すほど政府は甘くない、と。
オリオリ自身の両親もかつて内政変革を目指し政府に参加したが宇宙王の末裔である事が露見し処刑された、という過去をオリオリは持っていた。その悲惨な過去を持っているゆえ、オリオリの打倒宇宙政府の意志は固かった。
お互いの主張がぶつかり合い、ひとまずはピエールは退くも、この後もオリオリとピエールの論戦は続く事になる。
パーティーは主の居なくなったマタセ城を心配し城に戻った。大臣を筆頭に城内は混乱していたが主人公らは、あまりの無情な事実を告げられなかった。大臣に星屑魔法団の行方を聞くと「飛行船でヨンツゥオ大陸へ向かった」という。
帰るはずのない王を待ちながらも王不在の混乱を収拾し国を治めていく決意を表す健気な老大臣。彼に激励の言葉をかけ、主人公らはヨンツゥオ大陸へ向かった。
ボォフゥ大陸

バルザス大陸

ビナビ諸島

シーズン3
惑星アレスを舞台に、宇宙政府に加え宇宙王セアドラーダや「アレスの聖剣」と呼ばれる組織との戦いに参加する。
主人公らは正当な宇宙王の末裔オリオリや義勇軍のクサロと共に惑星を冒険し、現宇宙王らの打倒と圧政を受ける住民を救うために立ち向かっていく。

## 世界設定
本作は宇宙の星々を巡る冒険であるため、複数の惑星を舞台としている。

### ブルリア星
シーズン1の舞台で、主人公たちの住む星。広大な海にいくつかの大陸がある自然豊かな星で、現実の地球とよく似た環境である。マール島を起点に様々な大陸をめぐり、各地で事件を解決しながらこの星に迫る危機に立ち向かっていく。
マール島
主人公たちが流れついた島。
バトラシア大陸
ダーマ神殿がある大陸。南東部にエルフの住む里、中央部は荒野地帯で、その奥にキングレオの城がある。
ツンデラ大陸
北極にある氷雪の大陸。
マホラッド大陸
魔法文化が発達した大陸。
ジャンガル大陸
ジャングルに覆われた大陸。ブラザーフードの一員が住んでいる。
ザバルア大陸
砂漠の大陸。コローレとヤヤーレが治めており、クロモンガ族の集落がある。
ガンドグビア大陸
暗黒大陸。星の守り神たる3体の星霊龍たちが暮らす。
バルザス大陸
バルザス大陸の者以外誰も存在を知られていない大陸。シーズン2で訪れる。

### 惑星クラウド
シーズン2の舞台である雲海の星。海は全て分厚い雲に覆われており、その雲の上に大地が広がる。宇宙政府の支配が強く、彼らの悪政によって住人達は苦しい生活を強いられている。
バァジ島
義勇軍の秘密基地や他の星の住人の言葉が分かる聖水が湧くトラスレ神殿が存在する。
ヨンツゥオ大陸
星屑魔法団の活動拠点。宇宙政府の上級執行官の支配が強い地域。
マタセ島
マタセ王が治める島。住人はスライムの事をエルフと呼び、彼らと共生している。
ボォフゥ大陸
竜巻が吹き荒れる大陸。全てを知る人物、ゼンチャンが住んでいる。
ビナビ諸島
惑星クラウドのコアに一番近い場所。

### 王の惑星アレス
シーズン3の舞台である惑星。オリオリやボロンなど、宇宙王関係者の出身星とされる。
グラスタニア大陸
主人公達が飛ばされてきた島。ノルル族の住処と七賢神が住む里がある他、宇宙王の相棒とされるドラゴンの巣がある。
ローデン共和国
議長ベニート・副議長チラノを中心とした元老院が国を統治している。表向きはセアドラーダに従っているが、裏で反乱計画を進めていた。

### 貴族星イリス
アレスの隣の星。セアド、エルラスの出身星とされる。かつては人間と竜の血族が共存していたが、人間が偉大な魔法使いとなってからは一変。現在は星屑魔法団が竜の血族を虐げている。

### その他の星
月
ブルリア星からは月、宇宙政府からはミドリア星として見られているが、かつて月に住んでいたムンライトによると元々地球と呼ばれ、ここで高度なラーダ文明が栄えていた。やがて地球人が宇宙船を造って他の星へ移民するようになったため、星と星の移民を禁じる宇宙政府がドスラーデスを送り込んで滅ぼした。現在のブルリア星の住民はかつて地球から逃れてきた者達の末裔である。シンドスラーデス撃破後、星のきおくによって復興した。
冥星ダイタン
100年前に存在していた、邪悪な力を持つ惑星。魔星王・ブラザーフード・トドーロ将軍といった邪悪なモンスターの出身星とされる。全宇宙の支配を唯一の目標としており、人間の存在を認めなかった。やがてダイタン周辺の6つの星を支配し、宇宙政府と名乗るようになった。

## ゲームシステム

### スタミナとジェム
新しく発見した場所に移動したり、ダンジョンに潜る場合には「スタミナ」を消費する。スタミナはリアル時間で3分経過すると1回復する。スタミナが挑戦する場所の消費量に満たない場合には、ジェムを消費することですぐにスタミナを回復させることができる。スタミナの最大値はクエストをクリアしてぼうけんポイントを高め、ぼうけんランクを上げることで1ずつ増えていく。
また、「ふくびき（いわゆるガチャ）」でもジェムを消費し、装備品をランダムで入手できる。ダンジョンで全滅した場合も100ジェムを消費し復活することができる。どうぐの所持枠の拡張もジェムを使用する。ジェムはクエスト、ログインボーナス等で入手できるが、ジェムショップからリアルマネーで購入できる。

### 装備品
装備品は武器と防具に分かれ、武器は剣、短剣、杖、槍、斧、棍、爪、ムチ、扇、ハンマー、ブーメラン、弓、刀、書に分類され、防具は頭、からだ上、からだ下、盾、アクセサリーに分類される。装備品には固定のメインスキルが付加されており（一部除く）、さらに武器には自由にスキルを付け替えできるサブスキルスロットが設定されている。アクセサリーは二つまで装備でき、中には1クエストにつき1回のみ、魔物を呼び出すことのできる「まものの呼び笛」が存在する。
装備の強化と進化はももん屋で行い、前者は他の装備品を素材にして有料でステータス値を上げる。後者は同じ装備品を消費し、最大強化値を上げたり、サブスキルスロットの数やランクを上げられる。更に、専用の素材と装備を消費することで装備を錬金でき、別の装備へと生まれ変わらせることができる。

### 移動と戦闘
マップを選択すると、パーティーメンバー、他のプレイヤーキャラ(助っ人)、持っていくアイテム(最大4種類)と食べ物1つを選択する。決定すると完全にオートで移動し、特定の地点ではモンスターとの戦闘になる。
戦闘はパーティーメンバーは自動で持っている武器での攻撃を繰り返す。時間の経過によってスキルの「チャージタイム」（CT）ゲージが溜まり、ゲージが溜まった状態でそのスキルコマンドをタップするとスキルを実行する。このとき実行したスキルのゲージが空になるほか、他のスキルのゲージが少し減少する。スキルには「メラ」や「ギラ」などの攻撃呪文、回復を行う「ホイミ」などの補助呪文、主にダメージを与える「せいけんづき」などの攻撃特技、敵や仲間に状態変化を付与する「マヒ攻撃」「おはらい」などの補助特技、「ぼうぎょ」などの防御特技がある。また、スキルは単体で繰り出すだけでなく、複数のキャラクターのスキルを連続して実行することでコンボとなり、与えるダメージが大きくなる。スキルでダメージを与えて勝利すると「スキルフィニッシュ」が発生し、最後に倒した敵の残りHPを超えたダメージに応じてスキルゲージが増える（最大75%）。
ボスはプレイヤー同様のスキルを持ち、一部の強力なボスはHPゲージを一定以上削られた際に専用の技を使うことがある。
全ての敵モンスターを倒すと、戦闘に勝利。逆にパーティーメンバー全てが倒されると全滅となるが、100ジェム支払うことでパーティ全員のHP満タンで復活できる。
戦闘に勝利しても、経験値やアイテムはすぐには入手できない。そのマップの最後に控えているボスを倒すと、経験値やゴールドなどの戦利品が、そのクエストのぶんまとめて入手できる。

## 登場人物

### 主要人物
アース（男） / テラ（女）
本作の主人公。冒険王ガイアスの孫の一人。プロローグでは戦士として父と兄弟姉妹と共に魔星王ドスラーデスと戦っていたが勝利を前に敗北、記憶をかき消されマール島に漂着したところをモガマルに助け出された。名前、性別、容姿はプレイヤーが自由にカスタマイズでき、ゲーム開始後もビューティーサロンで変更可能。
シーズン1では主に冒険王ガイアスの孫達と呼ばれていたが、シーズン2からはブルリア星の冒険王として活動するようになる。
サンド（男） / アクア（女）
冒険王ガイアスの孫の一人。主人公の兄弟・姉妹。名前は変更可能。プロローグではそれぞれ武闘家・魔法使いとして戦っていた。
モガマル
ピンク色のモモンガ族の生物。頭にはゴーグルをしている。主人公たちと星の冒険をする。
スラッピ
小型のスライム。モガマルの肩にいつも乗っている。「ピピ」としかしゃべれないが、モガマルとは友達で、意思の疎通ができる。
惑星クラウドで主人公たちが別の言語が分かるようになる聖水を飲むと、本当の口調は関西弁であることが発覚。しかし今までのイメージを守るため、モガマルからは今まで通りに喋って欲しいと懇願された。
ガイアス
かつてブルリア星のすべてを探索した冒険王で、事あるごとに「これぞ冒険、これぞロマン！」と言う。主人公たち3人の祖父でもある。ある理由から主人公たち3人が持つ「冒険王の書」という本の中に魂を入れており、主人公たちに助言を与えるが、ブルリア星から遠く離れると通信ができない。77歳で、モガマルからはジジイと呼ばれる。
シンドスラーデスとの決戦後は肉体が再起不能に陥るものの、これまで通り冒険王の書の中に魂が入った状態で主人公たちと話せる。
アトモス
主人公たちの父親でガイアスの息子。旅の途中でブラザーフードの本拠地を訪れた際に一人の女性と出会って恋に落ち、彼女を組織から連れ出そうとした。しかしそのことができなかったために旅をやめ、女性や人間たちを守るべく本拠地にとどまった。その後は人間たちのリーダーであると共に、妻亡き後も主人公たちに良き父親として振る舞った。
プロローグで主人公たちとともにドスラーデスと戦い、とどめをさそうとしたが寸前で敗北してしまったため、同化して封印した。その後ディミトリがドスラーデスを復活させたことで自身も封印が解ける。シンドスラーデス撃破後、主人公たちと共に亡き妻の墓参りに訪れた。
ワルモンガ
黒いモモンガ族。ドスラーデスの復活を目論み暗躍するが、のちにモガマルと和解。シンドスラーデス撃破後はブルリア星に滞在することにした。
オリオリ
シーズン2で登場。打倒宇宙政府を誓う義勇軍の総司令官で、星屑魔法団の団長セアドの妻。ピンク髪のポニーテールの女性で、真面目な性格。モガマルたちからは美人と褒められるが、本人は否定している。かつて宇宙を平和に治めていた宇宙王の末裔で、23代目宇宙王ゼナ3世の娘だが、政府を内側から変えようとした両親を処刑され、自身も政府に狙われているため、セアドによって宇宙王の書に入れられ本を通して主人公たちと交流している。シーズン3にて、七賢神の助力を得て銀河竜アルタイに力を認められたため宇宙王の書の封印から解放され、宇宙王の位に就いた。

### 義勇軍
惑星クラウドを拠点に宇宙政府の圧政から宇宙の平和を守ろうとする組織。主人公たちの味方でもある。
ドゥエイン
一番隊隊長を務める中年男性で、コッツの父親。義勇軍に加入する際妻と娘と別れたものの、コッツもドゥエインの事を知って義勇軍に加入。実力は高いが、ボロンからは「オレには敵わない」と評されている。
コッツの死後は娘を生き返らせるため、軍を抜ける。シーズン3では終盤に再登場。妻のメイビアにコッツの訃報を伝えていた他、クサロと内密に連絡を取り合っていた事が判明する。
クサロ
二番隊隊長を務める若い男性。コッツとは同期で、戦友。宇宙政府を裏切ったマレドーを洞窟に匿っている。シーズン2の終盤から主人公らと共に行動するようになり、最後まで共に戦う。しん・りゅうおうの色違いとなる姿も後に登場。
コッツ
三番隊隊長を務める短髪の女性。義勇軍に入ったあと、ボロンに恋心を抱くも彼と親しいオリオリに嫉妬しそんな自分に憤りを感じている。星屑魔法団を保護していたが、魔法団の裏切りや執行官ドアヌの襲撃に遭い、隊員達を捕虜にされた。マタセ島での一件でボロンに代わってオリオリを守ることにした。
ボォフゥ大陸で邪心のオーブに手を出そうとするピエールを止めようとして心が9つに分割され、魔物化が進行。主人公達の活躍で心を取り戻すもオーブが暴走して魔物化の進行は止まらず、オリオリを宇宙王の書ごと焼き尽くそうとし、ピエールの一刺しで魔物化が止まるが、手遅れとなって命を落とす。
シーズン3エンディングにて生き返ることができた。
ボロン/ピエール
義勇軍親衛隊隊長で、紫色の肌と尖った耳が特徴。義勇軍の中でも実力者だが、かなりの怠け者。可愛いスライムに目が無く、スラッピにデレデレしている。オリオリの幼馴染で、彼女に好意を寄せているが身分の差を理由に身を引いている。しかし裏では白いスライムナイトのピエールとして宇宙政府に協力しており、マタセ王や星屑魔法団を唆していた。その理由は宇宙政府を力で倒すのではなく、政府の一員となって内側から政府を変えるためだが、オリオリからはそのやり方を否定される。
邪心のオーブに手を出して暴走した時はコッツが庇ったことで救われる。しかし今度はコッツが魔物化の危機に瀕した事に責任を感じたのかバルザス大陸では主人公達を手助けし、オリオリを守るためにコッツを手にかけてしまった。
そしてセアドの本性を知り、彼を止めようとするが返り討ちに遭い死亡してしまう。
シーズン3エンディングにて生き返ることができた。
ホワイピ
ピエールの相棒である白いスライム。「ピェ」と鳴くため、ボロンは自分の名を呼びやすいようピエールと名乗った。
最期はメテオスライム(コア)を失った惑星クラウドを守るため、救星主の宿命を主人公から継承してギガメガザルを唱え死亡してしまう。
明確な描写こそないがシーズン3エンディングのオリオリの説明から生き返ったものと思われる。
レクラス
バルザス大陸に住む少年。母を亡くして孤児になった所をサモンに拾われ、彼と義理の家族になるが、些細な事で仲違いしてしまった。後に創造主エルラスの子孫だと判明し、オクトダスとイガロスに狙われてしまう。
ミガーファミリーと戦う事になった後は創造主の指輪を行使し、次々とコッツや大陸の人々の心を取り戻し、最後は勇敢さと心の強さをオリオリに認められ、義勇軍四番隊隊長の地位を与えられた。

### 宇宙政府
自らの富と権力を誇示するため、宇宙の星々を統括する政府。

#### 上級執行官
ラデュラゲ
ザバルア大陸で登場。ガイアスが宇宙政府の決まりを破って月へ行き、モモンガ族も故郷を探しに惑星移動をしてしまったがため、月壊の儀式で月を爆破し、ブルリア星を破壊しようと企む。その為にクロモンガ族に「モモンガの森のモモンガ族が皆殺しにされるか、クロモンガ族がブラザーフードに入るか」の二択を迫り、クロモンガ族を自身の配下に置き、モモンガの森のモモンガ族の記憶を消去した。
そしてクロモンガ族に対し助命の代わりに月壊の儀式の翻訳をさせ、自分は絶対に倒されないという自信を持って儀式を実行。宇宙船で主人公達と対峙し、惑星を崩壊させた後に自身の野望を口外したモモンガ族の抹殺を宣言する。
ディミトリ
ガンドグビア大陸で登場。他者を操る能力を持ち、星の記憶を奪ってドスラーデスを復活させる。
ドアヌ
ヨンツゥオ大陸を管轄。星屑魔法団を唆し、三番隊を襲撃した張本人。
チョルルカ
宇宙政府を抜けたマレドーに代わってランペェ村を支配。この世の地獄とも思える程身体が臭く、臭いを遮断しなければまともに戦えない。

#### 魔星王
宇宙政府の意向に反した星を滅ぼすため、宇宙政府によって生み出される存在。
ドスラーデス
ブルリア星で登場。アトモスや主人公たちと戦い主人公たちの記憶をかき消したが、アトモスによって封印された。宇宙政府の手により復活するが、この時点では魂だけの状態で登場する。
シンドスラーデス
ガンドグビア大陸のブルリアズロックで、星の記憶の力により真の力と姿を取り戻して復活したドスラーデス。本作第1部のラストボス。自我は失われ、本能のままに星を破壊する存在となっている。
メテオスライム
セアドが惑星クラウドのコアから生み出した魔星王。義勇軍はこの魔星王を味方につけようと考えていたが、目覚めと同時に星が滅びるため義勇軍はこれを従えることを断念。セアドの呼びかけによって彼に従事し、クラウド中を滅ぼそうとする。

#### ブラザーフード
宇宙政府に従うフードをかぶった魔物たちの軍団。人間を奴隷として扱っている。ブルリア星のジャンガル大陸を拠点として活動している。首領のアルダララの下に四天王が存在する。
鬼竜アルダララ
ブラザーフードの首領格。無邪気さ込めた口調で話すが、その性格は残忍。普段はフードを被った怪人の姿をしており、戦いの際には翼の生えたヘビ人間のような禍々しい正体を現す。ジャンガル大陸での戦いで倒された後、デスアルダララとして復活する。
ヴェラ
ブラザーフードの魔物。ザバルア大陸に登場。
ダダダダス
ブラザーフードの魔物。
ゼネル
ブラザーフード四天王の一人。
フェイズ
ブラザーフード四天王の一人。
グレイ
ブラザーフード四天王の一人。
ジャイロ
ブラザーフード四天王の一人。
イグナイト
ブラザーフードの魔物。メインストーリーには登場せず、イベントクエスト「みんなで大決戦　ブラザーフード軍編」に登場。

#### 星屑魔法団
ネウソン/ネウソンラーダ
星屑魔法団を創設した偉大なる魔法使いで、セアドラーダの父親。元の名前はネウソンだが、セアドがセアドラーダと名前を変えてからは、自身もネウソンラーダと名乗るようになる。
ボビィンを殺害するなど非道な行為を働いていたが、主人公達に敗れた後セアドラーダによって止めを刺された。
シーズン3エンディングでは生き返りこそしたもの銀河牢獄に永久に収容される末路を辿った。ただ思うところがあるのか大人しくしているらしい。
セアド/セアドラーダ
星屑魔法団の団長で、オリオリの夫。人から指図される事を嫌い、自分の筋書き通りに事が進まないと気がすまない。表向きは宇宙政府に対抗する方法を模索しているが本当は星を犠牲にする手段で宇宙政府を倒し、力と権力を得るために宇宙王の座を狙っている。
妻オリオリに対しては愛情を持ち合わせておらず、彼女を宇宙王に君臨させて裏で操るつもりでいた。
メテオスライムを目覚めさせた後は彼を従え、腕試しを理由に惑星クラウドを破壊しようとするが、主人公達にメテオスライムを倒されてもなお星のコアを破壊し、星を去る。
その後はセアドラーダと名乗り、惑星アレスの王に即位。民にはオリオリが死んだためにオリオリの妹と再婚したと騙り、謎の女ソフィを今の妻としている。
シーズン3エンディングでは銀河牢獄に永久に収容される末路を辿った。ただ思うところがあるのか大人しくしているらしい。
ボビィン
ビナビ諸島の魔岩城の城主。厳つい外見だが城下町の人々と対等な立場でいたいが為に様付けをさせていない。
頑固な性格で、滅び行く惑星クラウドと運命を共にすると主張するが主人公がメテオスライムを倒すと考えを一変。主人公達をセアドの敵とみなす。
主人公達に敗れた後は自分の理想を語るも、ネウソンラーダの手にかかり死亡してしまう。その後亡霊として主人公達を強くするために立ちはだかり倒すことで昇天していく。
明確な描写こそないがシーズン3エンディングのオリオリの説明から生き返ったものと思われる。
マレドー
元宇宙政府上級執行官で、ヨンツゥオ大陸のランペェ村を統治していた。宇宙の平和のために政府の一員となったが、政府の恐怖政治に限界を感じ、義勇軍側につき政府の内部情報を教える。そのため政府に追われており、バァジ島のチタヌ洞窟で二番隊に保護されている。
裏ではセアドと繋がっており、義勇軍が宇宙政府を倒すことに期待していたが義勇軍の規模の小ささを理由に軍を見限っていた。
最終的に主人公達と対立し敗れ、オリオリに優しさだけでは宇宙を平和にできないと忠告し息を引き取った。
明確な描写こそないがシーズン3エンディングのオリオリの説明から生き返ったものと思われる。
マタセ王
マタセ島を治める王。義勇軍の協力者だったがピエールに唆され、主人公たちを罠にかけた後星屑魔法団の秘術で魔物となって襲いかかるも敗れ死亡する。
明確な描写こそないがシーズン3エンディングのオリオリの説明から生き返ったものと思われる。

#### ミガーファミリー
バルザス大陸の人々の心と記憶を食べている魔物の集団。
エルラス / マミムメモガー
レクラスの先祖で、バルザス大陸の創造主。平和は誰かの犠牲の上で成り立つと考えており、宇宙政府の魔の手から大陸を守るため、ミガーファミリーを生み出し自身はマミムメモガーとなる事で島中の人々の記憶を奪い、バルザス大陸を「誰にも知られていない大陸」にした張本人。コッツの「友情」と「楽しみ」の心を食った。
マミムメモガーの姿で敗北後、創造主の神殿で自らの正体を明かすもレクラスと意見が対立。主人公に二度の敗北を喫し、自らの過ちに気付きレクラスとブリオンにバルザス大陸を託したが、とあるサブクエストでは主人公に全宇宙の平和を託す為、エルラスゴーストとして戦うことになる。戦闘後は主人公達に全宇宙を託し昇天する。
ママガー / ムートン
普段はブリオンの恋人ムートンとして行動している。過去に自分に優しく接してくれたブリオンに恋心を抱くが、マミムメモガーにブリオンの記憶を奪われ、コッツの「怒り」の心を食った後、ブリオンの記憶を取り戻すために主人公達を利用した。クイの祠でレクラスに正体を暴かれ、主人公に敗北して真実を明かした直後、マミムメモガーに襲われ死亡した。
メメガー
ウィン城付近の虚石の神殿に住む。コッツの「嫉妬」の心を食べ、ウィン城の人々を殺害した。ムートンとブリオンを人質にするものの、ピエールに奪還される。
ムムガー
フィフィ港付近の心喰いの洞窟に住む。コッツの「恋」の心を食べた。
ミミガー
ゴースト村付近の塔に住んでいる。コッツの「悲しみ」の心を食べた。

#### アレスの聖剣
宇宙王を守るために創設された、宇宙王に忠誠を誓い、宇宙の平和を守るために無法者を成敗していた集団。あるとき宇宙政府と結託し、口裏を合わせてオリオリ以外の宇宙王一族を皆殺しにして姿を消した。現在はセアドラーダとソフィに忠誠を誓っている。
ソフィ
紫のドレスを着た、薄紫の髪に赤目の若い女性。シーズン2の最終章ではセアドラーダの傍らに佇み、意味深に微笑んでいた。シーズン3より本格的に登場する。オリオリの妹を騙り、セアドラーダの新妻として民の前に姿を表す。主人公達とはトドーロ将軍撃破後、ベナティに促され登場するが、この時は一言も喋らないため性格等は不明。どうやらアレスの聖剣を率いている模様。
その後姿を消してからは、真の宇宙王になるべく銀河竜アルタイに掛け合ったらしい。その時の印象は、アルタイ曰く「血のニオイがしない」「生ある者ではない」との事。また、体が機械じかけで頭の中に創造主を宿している「機械じかけの創造主」である事が語られる。
ベナティ曰く主人公達兄弟を「田舎者」、オリオリを「しゃべる本の女」、クサロ・モガマル・スラッピを「おまけ」と評しているらしい。
シーズン3エンディングでは完全無垢な赤子として生まれ変わった。
ベナティ
黒の仮面を着け、黒服を着ている女性。北の大将軍を務めている。一人称は「ワタシ」。性格は高圧的であり、主人公達を「ブルリア星の田舎者」と呼ぶ一方、ソフィに大きな忠誠心を抱いている。
主人公達がトドーロ将軍を倒した後に登場。将軍は東西南北で四人おりトドーロはただ自称しているだけであることを話した後、アレスの聖剣がいつでも監視していることを忠告して姿を消した。　　　
アレスの聖剣に反逆したローデン共和国を滅ぼすべく、多数の先陣部隊と本陣部隊を従えて再登場。セアドラーダやソフィに反逆すると決めたゴロニンを敵と見なすと、仮面を外して戦闘に挑んだ。戦闘後、セアドラーダやソフィが全ての民に『ゆるやかな死』を迎えさせるという計画を決めていると言い遺し絶命した。
マサドラゴラ
西の大将軍を務める、筋肉隆々の男性。ローデン共和国を拠点としている。強者と戦う事を好んでいる。
ローデン共和国がオリオリと繋がりがある事を知りベニートとチラノを反逆罪で逮捕し、クサロを人質に取って大砦で待ち構える。撃破した後は傷を一瞬で治して負けを認めたものの、主人公達とは長い付き合いになる旨を語って逃亡する。
砂漠の町にて、主人公達と再会するための口実としてゴロニンの行方を追っていると説明し、ゴロニンはいないと答えた町人に拷問を加えていた。再会した際は更なる強さを手に入れており、魔将軍と呼称される姿になって戦いを挑む。撃破後も再び更なる強さを得ようとするが、いつの間にか現れていたゴロニンによって止めを刺された。
ゴロニン
黒い甲冑を身につける戦士で南の大将軍を務める。せっかちな性格なのか「問答無用！」が口癖。
シーズン3冒頭、投獄されていた主人公らを脱獄させ、ドラゴンスクーター(ドラスク)を与えて最初の目的地を教える。その後、ローデン共和国にてアレスの聖剣に反逆の意思を示したベニートを捕らえて処刑するべく連行するが、何故か処刑を取り止め、ベニートを解放する。そして大砦にて、主人公らに戦いを挑んだ。
その正体はボロンの父親。戦闘後、オリオリの問いかけに答えず姿を消した。そして、主人公に二度敗北したマサドラゴラに止めを刺すかたちで再登場。再登場時にはオリオリ以外から不信感を抱かれつつも共に行動し、宇宙政府の詳細とアレスの聖剣離反の真実を語る。
シーズン3エンディングにも登場している。
トドーロ
アレスの聖剣に所属する将軍の一人。自身の顔をあしらった甲冑をきた骸骨の戦士のような見た目で、一人称は「ボキ」。
セアドラーダの命令でノルル族の森にエグドラシルを寄生させ、配下モンスターと共に住処を奪った張本人。主人公達がエグドラシルを倒した事を知ると強さを認めつつも、セアドラーダからの殺害の命令で主人公達と戦闘になり、撃破される。なお、トドーロ本人は五大将軍の一人だと自称しているが、実際はトドーロを除いた四将軍で構成されている。

### ノルル族
惑星アレスの先住民。宇宙王一族と同じ先祖を持つため、宇宙王一族の親戚にあたる。惑星アレスの民はセアドラーダらを恐れて、嘘の話と知りつつも表向きはアレスの聖剣に従っていたが、ノルル族だけはソフィが宇宙王一族でない旨を指摘していた。そのためにセアドラーダの目の敵にされ、アレスの聖剣の襲撃で多くのノルル族が捕らえられた。
カパロ
ノルル族の巨塔に捕らえられていた老人。青紫色の髪で長い口髭と顎髭を生やし、白地に赤の服を着ている。
脱出後は漁村に戻り、オリオリに進むべき道を教わるよう助言する。逃げも隠れもせず、一人で漁村に残ると話していたが、間もなくビッグママからの呼び出しに恐れおののき、ラブロの元を訪れた。
ラブロ
カパロの兄。他のノルル族の老人同様、巨塔に捕らえられていた。白髪で口髭を伸ばしていない。白地に青の服を着ている。
巨塔から脱出後はキャンプ場に戻り、ボビィンの来訪で一斉に逃走したノルル族を連れ戻すよう依頼した。ビッグママからの呼び出しの知らせを受け、主人公らに同行してほしいとカパロと共に土下座をして頼みこんだ。
ビッグママ
ノルル族の族長で、カパロとラブロの母。見た目は息子達より若く見えるような妙齢の女性で、髪と服の色が左右対称になっている。基本的に礼儀正しいが、怒ると気性が荒くなる為にカパロとラブロからはとても恐れられている。
アレスの聖剣らの嘘を知っており、セアドラーダには従うなというノルル族の意見を把握していた。しかし、反対勢力が多かった南部ノルル族への襲撃に加え、神聖な森にモンスターを寄生させられた事で、ノルル族の存続の為にセアドラーダに従う事を決めた。一度は冷たく突き放したが、オリオリや息子達の説得と主人公達の強さを認め、陰ながらこちらを支援すると約束した。

### 古の七賢神
オリオリを本から出すために力を借りることになる人々。いずれも戦闘後に力を貸してくれる。
ホレバス
穏やかな性格をしている。こちらの力を認める条件としてかつてオリオリの父親が倒した双蛮王を倒すよう言う。実際には双蛮王は彼の変装であったため、倒した後はこちらを正当な宇宙王と認めてくれる。
コスタス
長い話を嫌う性格で、頭が良くなるキケの実を取ってくるという試練を課した。取ってきた後に彼と戦闘になり倒すことでこちらの力を認める。
レトス
最初に訪れた時点では殺されたとされていたが、ただ試すだけではつまらないためベナティに変装していたことが戦いの後判明する。
シオバス
妻のサマリスと喧嘩をしていたがテレパシーを使用した後彼女の仲直りの申し出を受け入れる。
サマリス
シオバスと喧嘩し家を出ていたがオリオリらの勧めで家に帰ることを決意。ウィングバルーンを修復しシオバスに仲直りを申し出た。
マリオス
シオバスとサマリスの子供。ワルの力という悪の力を宿しており、こちらの力を確かめるため戦いを挑んでくる。
タソス
基本的に口を開かない。戦闘時は巨大な龍に変身する。
ワルオス
生前におけるワルの力の持ち主であり、マリオスに力を残して死亡。サブクエストに幽霊として登場する。戦いに勝つとスキルの強化玉をくれる。

### 銀河竜
宇宙王に忠誠を誓いその背に乗せる竜。どちらも戦闘後に力を認めてくれる。
アルタイ
当代の銀河竜であり、ソフィを血のニオイがしないため生ある者ではないと語る。
主人公らと戦った後、オリオリが自身を鎮めたことで忠誠を誓った。オリオリが本の外に出てからは、入れ替わるように宇宙王の書の中に入った。
ベガ
二十三代目の銀河竜でかつてゼナ3世に忠誠を誓っていた。腕試しとして戦い勝つことでこちらに忠誠を誓う。

### 上記以外で敵対する者
カンダタ
盗賊の頭領。バトラシア王の王冠を盗み、それを使ってキングレオに取り入ろうとしていた。その後も数回にわたって登場するほか、イベントクエストでもたびたび登場する。
キングレオ
4本腕を持つライオンの魔物。元々はバトラシア中央部の城の王子で、悪魔に魂を売り魔物化し、暴虐の限りを尽くすもガイアスによって倒された。最近、魔星王の書の力により復活し、バトラシアに魔の手を伸ばしている。後にデスキングレオとなり復活する。
リバイアさま
巨大な青色の海竜。邪悪な魔法にかかり暴れていたが主人公の手によって正気を取り戻し、プロスペロについて話してくれる。
プロスペロ
マホラッドの大賢者で、ポーラの師匠だが、魔星王の書により魔物にされる。
撃破後、魔星王の書を道連れにしようとして死亡してしまう。
ヤヤーレ将軍
ザバルア大陸南方に城を構え、統治する人物。自分より姉のコローレ女王が父王に認められたことで彼女と対立しており、砂漠に魔物を放つなどの悪事を行う。しかし、ブラザーフードの手により魔物に変えられていたことがのちに判明。本来は若い人間の男性だが、魔物化後はドラクエ9の「暗黒皇帝ガナサダイ」のような姿となって襲ってくるも、最終的に姉と和解することで解決した。
ムンライト
月の民だった男性。月の真相について知っている。
シンドスラーデス撃破後は昇天する。
ライトモ
暗黒神殿に住むムンライトの親友。
シンドスラーデス撃破後は昇天する。
星霊龍ラピスドラゴン
星の守り神であり、撃破後に主人公らは星の記憶を手に入れる資格がある者と認められる。
星霊炎龍ルビードラゴン
星の守り神であり、撃破後に主人公らは星の記憶を手に入れる資格がある者と認められる。
星霊翠龍スフェーンドラゴン
星の守り神であり、撃破後に主人公らは星の記憶を手に入れる資格がある者と認められる。
アッガラー&ズデーロン
主人公達に倒されたチョルルカの枠を埋めるため、宇宙政府の上級執行官の候補に選ばれた魔物。それぞれキュウエルの西と東の砦におり、ズデーロンの方が強く執行官に相応しいとされる。
ニセゼンチャン
ボォフゥ大陸でゼンチャンの名を語り、村人からお金をだまし取っている魔物。
サシーラ
ボォフゥ大陸の監獄の砦の役人達を束ねるボス。政府の重大な秘密を知ったゼンチャンを処刑しようとする。
オクトダス
バルザス大陸の住民相手に悪さを働く魔物集団「タコスミ団」の団長。自分を「オラ様」と呼び語尾に「ダコ」をつけるという変わった口調で喋る。
バンキュウ
オクトダスの右腕。語尾に「キュウ」をつける。団長に代わり、主人公達をタコスミ団に誘おうとするが、断られたため彼らを始末しようとする。
イガロス
バルザス大陸の北部で悪事を働く「イカスミ団」の団長。コッツの「喜び」の心を奪った。二人称は「チミ」、語尾を小文字で喋る。スネコ曰く「タコスミ団よりタチが悪い」。不老不死の力を得るため、創造主の子孫の血と創造主の指輪を求めている。
その後肉体だけが「イガロス二世」として蘇り、サブクエストで戦うこととなる。
エビーマ
サブクエストで登場。島中で嫌がらせを行う「エビゾリ団」の団長。江戸っ子のように威勢が良い。逃げ足が速く戦闘後にいつも逃げられる。イガロス二世登場後は出てこないため当初の依頼であった退治はできない。
夢はアレスの聖剣のような集団を築くこと。
マヨラ
エビゾリ団の団員。語尾に「マヨ」をつける。
マルネィ
ビナビ諸島およびコアの守り神だった魔物。他の古代の魔物と共に惑星クラウドで幅をきかせていたがボビィンの祖先達によって封印されていた。

### その他の人物

#### シーズン1
ロシナンテ
バトラシア大陸の馬。ガイアスの愛馬の子孫である。バトラシア大陸編で主人公を乗せる。
エルフの女王
バトラシア大陸にすむエルフの女王。最近復活したキングレオから求婚され、魔物に攻め込まれて力を失っていた。ガイアスとは昔恋仲だったらしい。
キラーパンサー
バトラシア荒野の守り神とされる獣。子供をワルモンガにさらわれ、救出を一行に求める。機嫌を取り戻した後は一行に協力してくれる。
シーズン2のバルザス大陸では別の個体が登場。主人公達の足がわりとなる。
コバチッチ
サブクエストでたびたび登場するアフロヘアーの青年。登場時のセリフは「おれっちの名前は、コバチッチ。つかもうぜ、でっかいドリーム！」。現れるたびに主人公たちに財宝の話を持ちかけ、宝探しに向かわせようとする。ガンドグビア大陸編の時点でチーコと結婚したものの、尻に敷かれている。
チーコ
コバチッチの妻。口数が少ない。コバチッチに働いて欲しいと思っている。
モエリー
ツンデラ大陸にすむ雪の女王。しかし恋人のフドル（下記）に捨てられたと思い込み、女王の座を降りてしまう。雪の女王の名に反し、気が高ぶると炎のような赤いオーラを発したり、ルーラをも凌ぐ俊足を見せたりするなど、なかなか熱く激しい性格の持ち主。シンドスラーデス撃破後、子宝に恵まれた。
フドル
モエリーの恋人の男性。ワルモンガの呼び出した魔女ゼイレンに言い寄られ、危険を感じて吹雪の城を抜け出してきたところで主人公たちと出会う。主人公たちに事件の真相を話し、ツンデラ大陸を救うよう依頼する。
ポーラ
マホラッド大陸にいる魔道士の少女で、プロスペロの弟子。記憶をなくしている。主人公たちと行動をともにする。シンドスラーデス撃破後はペックの住む村の村長となった。
ペック
ジャンガル大陸にいる少年。主人公たちと行動をともにする。
レティス
ジャンガル大陸に生息する伝説の神鳥。星と星の間を行き来することができるが、アルダララによって重傷を負わされてしまう。
ルイル
ブラザーフードから脱走していた人間のうちの一人の女性。四天王フェイズを倒した主人公達に、両親の出会いとプロローグまでのいきさつを話してくれる。
主人公達の母親
かつてブラザーフードに所属していた女性。アトモスと出会い旅をするはずだったが、体がとても弱かったため叶わなかった。主人公達を出産後に亡くなり、星見る神殿の近くに墓標がある。
コローレ女王
ザバルア大陸の北方を治める女王で、ヤヤーレ将軍の姉。美しい外見に似合わず、主人公や臣下の執事を激しく罵り、その様子にはガイアスも嫌悪感を露わにするほど。しかし本来は自分の考えにまっすぐな性格で、困り果てた民衆の姿を見て、彼らを思いやる一面を見せるようになる。その後、ヤヤーレ将軍と和解すべく主人公たちと行動をともにする。
ザンドラ
ヤヤーレに雇われている天文学者。
メインダ
ザンドラの妻で、助手。怒りやすい性格で、モガマルから鬼嫁と評されるほど。
クレトス
暁月の村の村長の息子。月壊の儀式の鍵を握っているため、必要な道具と共に何度も魔物にさらわれてしまう。

#### シーズン2
ゴッシュ
惑星クラウドのランペェ村に住む腕利きの道具屋。普段は北西の洞窟にこもっている。チョルルカの臭いを無効化できる洗濯バサミの製作を快く引き受ける。クラビィンの町の道具屋にはヨンシュという兄がいる。
セセニョン
シーズン2のサブクエストに登場する女性戦士。ボロン同様に紫の肌と尖った耳が特徴。髪型はサイドポニー。威勢が良く、義勇軍に憧れ、彼らと共に宇宙政府と戦おうとしているが、忘れっぽく行動が空回りしがち。
実は宇宙王一族の使用人の娘として、城の地下室で成長したら親と共に宇宙王一族に仕える宿命を背負って生まれた。オリオリはそんな彼女に手を差し伸べてくれた唯一の親友であるが、身分の差故に交流を許されていなかった。
それから宇宙政府によって宇宙王一族が皆殺しにされた後、セアドがオリオリを利用している事を知り、オリオリにその事を伝えようとしたがセアドにバレてしまい、星屑魔法団に集団魔法をかけられ、記憶を奪われると同時に頭の中にセセニョンの忘霊を植えつけられ、オリオリと出会ったり大事な用を思い出す度に忘霊が蘇るようになった。
ドゼウ&カラ
キジキ村出身の夫婦。妻のカラがニセゼンチャンに騙されて金を貢いだために夫婦仲が険悪になってしまった。
ゼンチャン
全知全能の女と呼ばれているオネエ口調のあらくれ。ナルシストな性格。宇宙政府の重大な秘密を知ったために政府から囚われていた。自分の館で相棒のチャングーと力を合わせることで知りたい事を占う事ができる。
ゴモゴモス
監獄の砦の役人。主人公達に敗北すると協力的になる。
カセザン
バルジャの町に住む男。町を訪れた者に地獄の試験を受けさせている。
サモン
レクラスと家族のように仲が良い男性。喧嘩の勢いで投げ捨ててしまったレクラスの形見の指輪を取り戻すため、オクトダス率いるタコスミ団に入団。不老不死の力を得る鍵である形見の指輪を求めるイガロスに高値で売り飛ばされてしまう。
スネコ
タコスミ団のアイドルペットを自称しているが、彼らからは奴隷扱いされている魔物。
アドン
サブクエストで登場。プレケス街で最強の男と讃えられているが、本人の実力は高くない。
ブリオン
バルザス大陸の冒険王で、考古学者。顎に傷がある。人間とミガーファミリーが共存できる方法を探そうとしたがマミムメモガーに記憶を奪われてしまった。恋人のムートンの言いなりになっているが、ムートンことママガーがマミムメモガーに殺害された後は主人公と共にマミムメモガーの居場所を探す手伝いをする。全てを終え、記憶を取り戻した後、レクラスを支えることにした。
ウィン王子
ウィン城の王子。メメガー達に町も城も支配され、王家の者は自分以外皆殺しにされた。ミミガーとムムガーを倒した主人公の噂を聞き、彼らにメメガーの討伐を依頼する。
ピション
バルザス大陸に住む暗い雰囲気の女性。ゾンビを好む。様々なサブクエストで登場する。

#### シーズン3
メイビア
グラスタニア大陸にある小屋に住む女戦士。主人公達と行動を共にする。
実はコッツの母親であり、長髪である事を除けば容姿はコッツと瓜二つ。シーズン2の時点では故人とされていた。かつて娘の教育方針についてドゥエインと激しく対立した末に決別、お互いを死んだものとして生きてきた。そのため、息子マリオスの生き方について夫婦喧嘩し、気落ちしていた賢神サマリスを慰めていた。
ナイザトロズ
シーズン3のサブクエストに登場。クエストの依頼人を通じて様々な頼み事をしてくる他、あらゆる奇妙な噂をたてられている謎の存在。ほとんどの依頼人はナイザトロズに会っているが、主人公達はナイザトロズと入れ違いになってしまうために実際の容姿や人物像は不明。ナイザトロズのものとされている肖像画は、何故かソフィと瓜二つの容姿であるようだが…。

## 職業
2章でダーマ神殿のクエストをクリアし神殿を解放すると、主人公たち3人が転職することができる。転職はホームではいつでも可能だが、初めて転職する職業はレベル1からになる。元の職業になると、レベルも元に戻る。なお、武器や防具は全ての職業で装備できるが、職業によって得意な武器がある。上級職に転職するには基本職2つのレベルが50以上かつ、職業神の聖堂で職業のさとりを入手する必要がある。

### 基本職
みならい冒険者
初期状態の職業。得意武器は無く、最大レベルも20となっている。
戦士
守備力とHPが高く、剣・ヤリ・斧の扱いが得意な職業。敵の攻撃力を下げる「やいばくだき」、敵のCTゲージを減少させる「チャージブレイク」の特技を覚える。
魔法使い
高いこうげき魔力を持ち、全体攻撃呪文の「ギラ」系が得意な職業。短剣・杖・ムチの扱いが得意。
僧侶
高いかいふく魔力を持ち、かいふく呪文「ホイミ」系が得意な職業。ヤリ・杖・棍の扱いが得意。
武闘家
すばやさ・きようさが高く、かいしんの一撃をくりだす。扇・棍・ツメの扱いが得意。自分の攻撃力を上昇させる「ためる」や、敵1体に高いダメージを与える「せいけんづき」を覚える。
船乗り
力が高い。剣・オノ・ハンマーの扱いが得意。守備力を上昇させる「守りの舟歌」と、それが進化した「頑強なる舟歌」を覚える。
踊り子
物理攻撃も魔法攻撃もこなせる職業。短剣・オウギ・ブーメランが得意。回避率を上昇させる「みかわしステップ」やメラ系の呪文を覚える。
レンジャー
バランスの良い万能型の職業。ムチ・ブーメラン・弓が得意。味方全員のHPを回復する「いやしの風」や風で敵1体を攻撃する「かまいたち」を覚える。
遊び人
剣・ハンマー・短剣・杖・扇・ブーメランが得意。レベルアップでみかわし率と運の良さが上昇するが、他のステータスは極端に低い上に必要経験値がとても多い。ランダムな効果が発動する「遊び」を覚えている。

### 上級職
基本職2つをマスターし、職業神の聖堂で上級職のさとりを手に入れることで転職できるようになる。それぞれがもとになる基本職2つの特徴をもった尖った性能になっており、基本職のレベルが高いと様々なボーナスを受けられる。上級職のレベルが一定以上になると他の職業でも恩恵を受けられる上級職ボーナスが発生する。
バトルマスター
戦士と武闘家の特徴を持つ。攻撃力と体力が高い反面素早さや防御力は低い。与えるダメージとかいしん率が上がるが、受けるダメージが上がり防御ができなくなる「怒り」とチャージブレイクの強化版の「チャージクラッシュ」を覚える。
パラディン
僧侶と武闘家の特徴を持つ。HPと守備力が高く全職業で最も耐久力が高い。受けるダメージを減らし、味方一人のダメージを肩代わりする「戦友の盾」と攻撃力依存の全体攻撃「グランドネビュラ」を覚える。
賢者
僧侶と魔法使いの特徴を持つ。力が低く呪文に特化した職業で火力はもちろん耐久力や素早さにも優れる。味方一人を蘇生する「ザオラル」と呪文を一度に二つ使用できる「連続じゅもん」を覚える。
魔法戦士
戦士と魔法使いの特徴を持つ。物理・呪文の攻撃に特化しており、回復魔力以外のステータスが優れる。選んだ呪文を唱え、その呪文の属性を持つ物理攻撃をする「魔法連斬」と呪文ダメージを軽減する「マジックバリア」を覚える。
海賊
踊り子と船乗りの特徴を持つ。補助と物理に重きを置いた性能。味方全員の守備力と息耐性を上げる「荒波の舟歌」と敵をランダムに5回攻撃する「ほうげき」を覚える。
まものマスター
船乗りとレンジャーの特徴を持つ。HPと守備力、器用さが高く、単体を攻撃しつつ攻撃と守備力を下げる「かみくだき」と全体攻撃スキル「火炎のブレス」を使える。
スーパースター
レンジャーと踊り子の特徴を持つ。耐久力が低いものの魔力や器用さに優れ、全体回復スキル「ハッスルダンス」と使用者がダメージを受けるまで全員の攻撃力とすばやさと自身のみかわし率を上げる「オンステージ」を覚える。
グラディエーター
武闘家と船乗りの特徴を持つ。物理と守りが高く、星龍の構えで力を貯め、貯めた分だけ大ダメージを与える「星龍拳」やダメージを一定量受けると他のスキルゲージを充填する「リベンジモード」を覚える。
天文学者
僧侶とレンジャーの特徴を持つ。賢者ほど魔力は高くなく、耐久力も低いが、呪文ダメージを無効化する「マホステ」と3種類の補助特技のいずれかの使用できる「星の導き」を覚える。

### 超級職
バトルキング
バトルマスターの上位職。物理攻撃性能に特化している。チャージクラッシュが上位のギガチャージクラッシュに変化する他、怒り発動時に低確率でチャージタイムが少量溜まる連撃・発動中にブレスダメージを軽減する風祓・行動時に体力を少量回復する治癒のいずれかの型をセットできる。
ガーディアン
パラディンの上位職。高い耐久力で味方を守る。グランドネビュラが上位の「ガーディアンネビュラ」に変化し、「におうだち」を覚える。カスタムスキルとして、戦友の盾発動時にたまに自分の守備力を上げる護者・味方全員の体力を小回復する癒者・たまに自分の素早さが上昇する猛者のいずれかの型をセットできる。
魔賢導士
賢者の上位職。呪文の使いこなしに特化している。クエスト中一度だけ味方を蘇生する「ザオリク」と、発動中のみ呪文暴走効果が付与される「連続魔導」を覚える。また、ピオラ・インテ・ベホイミのいずれかの呪文をセットできる。
星騎士
魔法戦士の上位職。回復魔力以外の全ステータスが安定している。魔法連斬と同様の効果の「星剣連斬」と、味方全員の守備力と攻撃呪文耐性を一段階上昇させる「マジックウォール」を覚える。星剣連斬には、稀に2回攻撃になるクロス・チャージタイムを半減させるブレイク・呪文耐性を下げるダウンのいずれかのスキルをセットできる。
宇宙海賊
海賊の上位職。味方の継戦能力強化を得意とする。荒波の舟歌と同様の効果をもつ「星海の舟歌」とヒットする度にコンボ数が増える4回攻撃の「宇宙砲」を覚える。また、味方の状態異常のマヒ・毒・混乱のいずれかを治す特技をカスタムできる。
天地雷鳴士
まものマスターの上位職。火炎のブレスの代わりに幻魔召喚を使用可能。デフォルトで召喚する幻魔はカカロンだが、カスタムスキルでクシャラミ・バルバルー・ドメディの召喚もできる。
ウルトラスター
スーパースターの上位職。素早さが最も高く、味方の強化・敵の弱化といった支援を得意とする。ハッスルダンスが上位のギガハッスルダンスに変化する。カスタムスキルは、敵全体の呪文を封じるまふうじの歌・眠り状態にするまどろみの歌・幻惑させるまどわしの歌のいずれか一つ。
ゴッドハンド
グラディエーターの上位職。物理攻撃を得意とする。星龍拳の上位の拳神の構えを修得する。カスタムスキルは低確率で攻撃力が上昇する攻撃の拳神渾身突・素早さが上昇する拳神疾風脚・体力が中回復する拳神の祈りのいずれか一つ。
時空術士
天文学者の上位職。星の導きが上位の「時空の導き」に変化する。カスタムスキルは、時空の導きで使用できる3種類それぞれのスキルがパワーアップし易くなるもの。
ブレイブナイト
メイン武器に様々なサブ武器をセットし、サブ武器のスキルを使用可能。敵のダメージを軽減しつつ攻撃力を上昇させる「ブレイブオーラ」を覚える上、発動中の休み耐性をあげる不屈・呪文ダメージを軽減させる魔護・素早さが2段階上昇する神速のいずれかの型をセットできる。
アルカナロード
敵の弱体化を得意とする。敵の属性攻撃を1度だけ軽減させる「星の結界」と敵に状態変化を付与させ易くなる「アルカナの星痕」を覚える。また、結界発動時に低確率で呪文耐性を上げる魔星・息耐性を上げる風星・守備力の上げる護星のいずれかのカスタムスキルをセットできる。

## 楽曲
過去のドラゴンクエストシリーズから様々な楽曲が使用されている。下記のほかにも、期間限定のイベントクエストで用いられる楽曲が複数存在する（歴代ボスとの戦闘で、そのボスの曲がかかるなど）。
| タイトル         | オリジナル作品                    | 使用場面                                         |
| ---------------- | --------------------------------- | ------------------------------------------------ |
| インテルメッツォ | ドラゴンクエストIV                | インストール画面                                 |
| 序曲X            | ドラゴンクエストX                 | タイトル画面、オープニングムービー               |
| 果てしなき世界   | ドラゴンクエストII                | ブルリア星のホーム画面など、メインBGM            |
| 足どりも軽やかに | ドラゴンクエストVII               | 惑星クラウドのホーム画面など、メインBGM          |
| 地平の彼方へ     | ドラゴンクエストⅤ                 | 惑星アレスのホーム画面など、メインBGM            |
| 広い世界へ       | ドラゴンクエストVIII              | 貴族星イリスのホーム画面など、メインBGM          |
| 冒険の旅         | ドラゴンクエストIII               | ブルリア星のフィールド・徒歩移動時               |
| 勇者の故郷       | ドラゴンクエストIV                | 惑星クラウドのフィールド・徒歩移動時             |
| 穏やかな町並み   | ドラゴンクエストVIII              | 惑星アレスのフィールド・ドラスク移動時           |
| 勇者は征く       | ドラゴンクエストXI                | 貴族星イリスのフィールド・徒歩移動時             |
| 戦闘のテーマ     | ドラゴンクエストIII               | ブルリア星での通常戦闘                           |
| 戦火を交えて     | ドラゴンクエストV                 | 惑星クラウドでの通常戦闘                         |
| 雄叫びをあげて   | ドラゴンクエストVIII              | 惑星アレスでの通常戦闘                           |
| 戦闘~生か死か~   | ドラゴンクエストIV                | 貴族星イリスでの通常戦闘                         |
| 酒場のポルカ     | ドラゴンクエストIX                | ふくびき                                         |
| ダンジョン       | ドラゴンクエストIII               | ダンジョン                                       |
| 死の塔           | ドラゴンクエストV                 | ダンジョン                                       |
| 不死身の敵に挑む | ドラゴンクエストV                 | ボス戦                                           |
| 戦いのとき       | ドラゴンクエストIII（リメイク版） | 特定のボス戦                                     |
| 海図を広げて     | ドラゴンクエストIV                | フィールド・船移動時                             |
| 馬車のマーチ     | ドラゴンクエストIV                | フィールド・陸上での乗り物移動時（馬、そりなど） |